# Élénie du Chili
Elaenia chilensis
Espèce
L'Élénie du Chili (Elaenia chilensis) est une espèce de passereau de la famille des Tyrannidae. Elle est considérée par certains auteurs comme une sous-espèce de l'Élénie à cimier blanc (Elaenia albiceps).

## Distribution
Cet oiseau vit dans les Andes, de la Bolivie à la Terre de Feu. Il passe ses hivers au Brésil.